# Sorghastrum incompletum
Sorghastrum incompletum är en gräsart som först beskrevs av Jan Svatopluk Presl, och fick sitt nu gällande namn av George Valentine Nash. Sorghastrum incompletum ingår i släktet Sorghastrum och familjen gräs. Inga underarter finns listade i Catalogue of Life.